# Acta Eruditorum

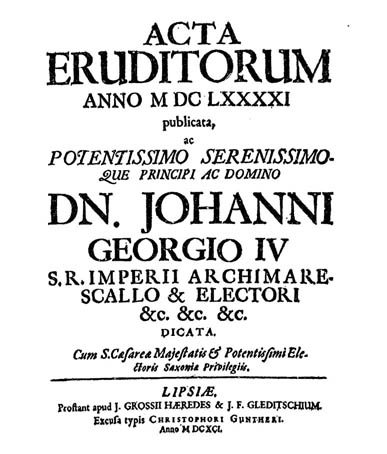
Titelblatt der Acta Eruditorum

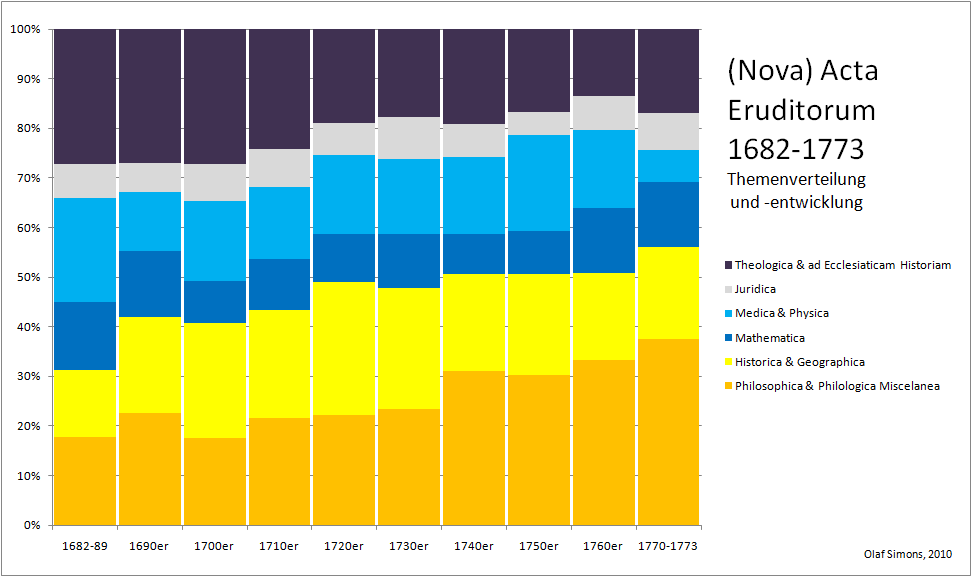
Das Themenspektrum in seiner Entwicklung laut den mitgelieferten Jahresindices

Die 1682 gegründete Leipziger Zeitschrift Acta Eruditorum (lateinisch für „Verhandlungen der Gelehrten“), fortgeführt von 1732 bis 1776/1782 unter dem Titel Nova Acta Eruditorum („Neue Verhandlungen der Gelehrten“), war die bedeutendste unter den deutschen im ausgehenden 17. Jahrhundert gegründeten allgemeinen wissenschaftlichen Zeitschriften.

## Geschichte
Ein erstes deutsches Zeitschriftenprojekt hatte Gottfried Wilhelm Leibniz, beeindruckt vom seit 1665 erscheinenden französischen Journal des sçavans, 1668 dem Kaiser in Wien vorgeschlagen. Zwar erschienen ab 1670 in Breslau die Miscellanea Curiosa, blieben jedoch auf ihr Fachgebiet, die Medizin, beschränkt, während in England die Philosophical Transactions und in Italien das Giornale de’ Letterati die großen Projekte internationaler und allgemeiner wissenschaftlicher Zeitschriften wurden.
Vor diesem Hintergrund war es das Anliegen der Leipziger Acta, die deutsche Gelehrsamkeit international zu präsentieren. Erster Herausgeber war Otto Mencke. Den Verlag teilten sich die Unternehmen Grosses Erben, Johann Friedrich Gleditsch und zeitweilig Thomas Fritsch. Mencke führte eine breite Korrespondenz, um Wissenschaftler von internationalem Renommee zu gewinnen, für das Journal, das vom Sächsischen König finanziell unterstützt wurde, Rezensionen zu verfassen. Zu den Rezensionen kamen anfänglich etwa 50 % Originalbeiträge, vor allem mathematische Problemstellungen und Lösungsansätze. Die Beiträge der Acta hatten zu Beginn eine durchschnittliche Länge von zwei bis drei Seiten. Die Herausgeber schlüsselten sie in den Inhaltsverzeichnissen in sechs Rubriken auf (siehe Diagramm):
1. Theologica et ad Ecclesiasticam Historiam spectantia
2. Juridica
3. Medica et Physica
4. Mathematica
5. Historica et Geographica
6. Philosophica et Philologica Miscellanea

Im Laufe des einhundertjährigen Erscheinungszeitraums verschoben sich die Schwerpunkte. Waren anfangs die theologisch-kirchenhistorischen Beiträge am stärksten vertreten gewesen, galt dies am Ende für die Philologie und Philosophie. Juristische Literatur blieb durchgängig sehr schwach repräsentiert.
Während konkurrierende Organe sich ab den 1690er Jahren auf meinungsbehaftete Rezensionen und Werturteile verlegten, konzentrierten sich die Rezensionen der Acta vor allem darauf, Inhalte zusammenzufassen, oft unter Angabe von Kapitel und Seitenzahlen. Insbesondere in den Bereichen Medizin und Mathematik wurden Kupferstiche als Illustrationen beigegeben.
Die Nummern hatten anfänglich einen Umfang von 32 Seiten, in den 1750er Jahren dagegen regulär 64 Seiten. Sie erschienen in monatlichen, nur Mitte der 1760er Jahre kriegsbedingt in zweimonatlichen Lieferungen. 
Parallel zu den Jahresbänden erschienen eigene Supplementa. Das Projekt hat mitsamt der Namensänderung 1732 den folgenden Publikationsverlauf:
- Acta Eruditorum (1682–1731)
  - Actorum Eruditorum Supplementa (1692–1734)
- Nova Acta Eruditorum (1732–1776/1782)
  - Ad Nova Acta Eruditorum Supplementa (1735–1757)

Die Herausgeberschaft blieb lange in der Familie Mencke. Nach dem Tod seines Vaters führte Johann Burckhardt Mencke das Projekt bis 1731 weiter. Sein Sohn Friedrich Otto Mencke modernisierte den Namen zu Nova Acta Eruditorum. Im Design blieb man den Ausgaben der 1680er Jahre treu, druckte tatsächlich jedoch wesentlich weniger, dafür umfangreichere Beiträge. 1754 übernahm Professor Karl Andreas Bel die Herausgabe. Mit seinem Tod 1782 wurde die Zeitschrift eingestellt.
Als deutschsprachiges Pendant, aber inhaltlich unabhängig von den lateinischen Acta Eruditorum, entstanden 1712 die Deutschen Acta Eruditorum in deutscher Sprache. Sie besprachen insbesondere historische Schriften und aktuelle Kontroversen. Sie sind allerdings keine Übersetzungen der lateinischen Acta Eruditorum.